# Alkohol dehidrogenaza (citohrom c)
Alkohol dehidrogenaza (citohrom c) (EC 1.1.2.8, tip I hinoprotein alkohol dehidrogenaza, hinoprotein etanol dehidrogenaza) je enzim sa sistematskim imenom alkohol:citohrom c oksidoreduktaza. Ovaj enzim katalizuje sledeću hemijsku reakciju
primarni alkohol + 2 fericitohrom  {\displaystyle \rightleftharpoons } aldehid + 2 ferocitohrom c + 2 H+
Ovaj enzim je periplazmični hinoprotein koji sadrži PQQ. On je prisutan kod Pseudomonas i Rhodopseudomonas. Enzim iz Pseudomonas aeruginosa koristi specifični induktivni citohrom c550 kao elektronski akceptor. On deluje na širok opseg primarnih i sekundarnih alkohola, ali ne na metanol. On ima homodimernu strukturu, što je u kontrastu sa heterotetramernom strukturom EC 1.1.2.7, metanol dehidrogenaze (citohroma ac). On se rutinski testira sa fenazin metosulfatom kao elektronskim akceptorom. Njegovu aktivnost stimulišu amonijak i amini. Poput svih drugih dehidrogenaza hinoproteinskih alkohola, on ima strukturu propelera sa osam lopatica, jon kalcijuma vezan za PQQ u aktivnom mestu i jednu neobičnu strukturu disulfidnog prstena u blizini PQQ-a.

## Literatura
- Nicholas C. Price; Lewis Stevens (1999). Fundamentals of Enzymology: The Cell and Molecular Biology of Catalytic Proteins (Third изд.). USA: Oxford University Press. ISBN 019850229X.
- Eric J. Toone (2006). Advances in Enzymology and Related Areas of Molecular Biology, Protein Evolution (Volume 75 изд.). Wiley-Interscience. ISBN 0471205036.
- Branden C; Tooze J. Introduction to Protein Structure. New York, NY: Garland Publishing. ISBN 0-8153-2305-0.
- Irwin H. Segel. Enzyme Kinetics: Behavior and Analysis of Rapid Equilibrium and Steady-State Enzyme Systems (Book 44 изд.). Wiley Classics Library. ISBN 0471303097.
- William P. Jencks (1987). Catalysis in Chemistry and Enzymology. Dover Publications. ISBN 0486654605.

## Spoljašnje veze
- Alcohol+dehydrogenase+(cytochrome+c) на 